# کوارتربک (فیلم)
کوارتربک (انگلیسی: The Quarterback) یک فیلم است که در سال ۱۹۲۶ منتشر شد. از بازیگران آن می‌توان به ریچارد دیکس، دیوید باتلر، و بارتون مک‌لین اشاره کرد.